# Checkered Flag (album, 1963)
Pour les articles homonymes, voir Checkered Flag.
 (septembre 2012).
Si vous disposez d'ouvrages ou d'articles de référence ou si vous connaissez des sites web de qualité traitant du thème abordé ici, merci de compléter l'article en donnant les références utiles à sa vérifiabilité et en les liant à la section « Notes et références ».
Albums de Dick Dale and His Del-Tones
King Of The Surf Guitar
(1963) Mr. Eliminator
(1964)
Checkered Flag est le troisième album studio de Dick Dale, sorti en 1963. Contrairement à ses prédécesseurs qui usaient de nombreuses références au surf, ce disque s'articule autour de thématiques liées aux courses automobiles, particulièrement des Hot rod,.

## Pistes
1. The Scavenger – 1:54
2. Surf Buggy – 2:07
3. Hot Rod Racer – 2:19
4. Mag Wheels – 1:58
5. Big Black Cad – 1:40
6. Ho-dad Machine – 2:06
7. Grudge Run – 3:05
8. Motion – 1:44
9. 426-super Stock – 1:52
10. The Wedge – 2:01
11. It Will Grow On You – 1:33
12. Night Rider – 1:47
13. Secret Surfin' Spot – 2:04
14. Surfin' And A-swingin'  – 2:15